# Estação Avenida La Plata
A Estação Avenida La Plata é uma das estações do Metro de Buenos Aires, situada em Buenos Aires, entre a Estação Boedo e a Estação José María Moreno. Faz parte da Linha E.
Foi inaugurada em 24 de abril de 1966. Localiza-se no cruzamento da Avenida San Juan com a Avenida La Plata. Atende os bairros de Boedo, Caballito e Parque Chacabuco.